# 3BM42

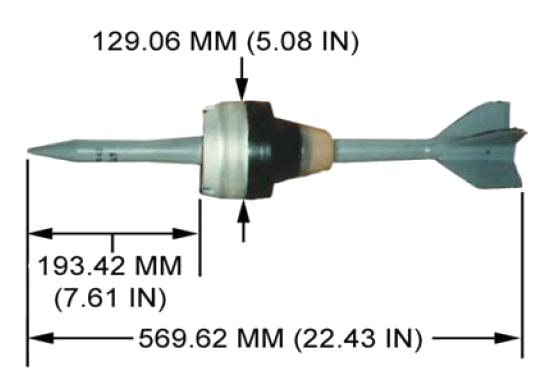
Penetrator i sabot pocisku BM42

3BM42 Mango – sowiecki przeciwpancerny pocisk podkalibrowy stabilizowany brzechwowo (APFSDS) z dwuczłonowym rdzeniem wykonanym ze spieków wolframu. Wystrzeliwany z gładkolufowych armat czołgowych D-81 (2A46) kalibru 125 mm. Wprowadzony w 1988 roku. Wchodzi w skład jednostki ognia czołgów T-64, T-72, T-80 i T-90. W Polsce nie był używany.

## Dane taktyczno-techniczne
- Kaliber: 125 mm
- Średnica rdzenia: 18 mm
- Masa pocisku: 7,05 kg
- Masa rdzenia: 4,85 kg
- Prędkość wylotowa: 1700 m/s
- Maksymalne ciśnienie w lufie: ?? MPa
- Przebijalność: 460 mm RHA[2] (na odległość 2000 m) (inne dane: 440–470 mm RHA)[1]